# Claudio Chiappucci
Claudio Chiappucci (ur. 28 lutego 1962 w Uboldo) – włoski kolarz szosowy, wicemistrz świata. Na początku lat 90. był najlepiej wspinającym się kolarzem zawodowego peletonu.

## Kariera
Nazywano go "Il diabolo" (diabeł) z powodu jego walecznego stylu jazdy. W 1985 roku został zawodowcem, lecz dopiero w roku 1990 dał się dostrzec podczas Tour de France, kiedy to na pierwszym etapie wraz z trzema uciekinierami uzyskał na mecie przewagę ponad 10 minut nad resztą peletonu. Wiódł prowadzenie przez wszystkie górskie etapy i dopiero Greg LeMond na przedostatnim etapie podczas jazdy indywidualnej na czas był w stanie odebrać mu pozycję lidera wyścigu. Niespodziewane drugie miejsce w Tourze 1990 zostało potwierdzone w następnym roku, kiedy to Chiappucci stanął na trzecim stopniu podium, za Indurainem i Giannim Bugno, oraz wygrał klasyfikację na "najlepszego górala". W 1992 roku Włoch był ponownie drugi i odniósł zwycięstwo w Sestriere po samotnej, 125-kilometrowej ucieczce przez cztery górskie przełęcze. Poza tym znowu wygrał klasyfikację górską. Także na Giro d'Italia zdobył dwukrotnie koszulkę najlepszego górala (1990 i 1994).
Chiappucci odnosił również sukcesy na wyścigach jednodniowych: w 1991 roku wygrał w Mediolan-San Remo, a w 1993 w Clasica de San Sebastian. W 1994 roku był drugi na mistrzostwach świata w Agrigento. W zawodach tych wyprzedził go jedynie Francuz Luc Leblanc, a trzecie miejsce zajął inny reprezentant Francji, Richard Virenque.
W roku 1999 Chiappucci wycofał się z kolarstwa po tym, jak jego kilka testów antydopingowych dało wynik pozytywny.